# Václav Goldhammer
Václav (Wenzel) Goldhammer (asi 1684 – 15. listopadu 1750) - byl varhanář působící ve Znojmě. Někdy je uváděn i jako Wenzel Goldhammerling.

## Život
Kde se narodil a odkud přišel do Znojma se zatím nepodařilo zjistit. Působil zde nejpozději od roku 1732. 2. května 1732 zde byla pokřtěna jeho dcera Anna Clara. Jako jeho žena je zde uvedena Veronika. Václav Goldhammer byl pohřben ve Znojmě 15. listopadu 1750 ve věku 66 let. Jeho žena byla zde pohřbena 6. září 1761 ve věku 61 let.

## Dílo
O práci Goldhammera zatím není nic bližšího známo. Je doloženo, že postavil varhany v letech 1746–1747 v rakouském Hagenberg bei Loosdorf Hagenbergu bei Loosdorf za 170 zlatých.